# R. c. Manninen
 (mars 2024).
L'arrêt R c. Manninen [1987] 1 R.C.S. 1233 est un arrêt de la Cour suprême du Canada sur le droit garanti par la Charte d'un accusé d'avoir recours aux services d'un avocat (article 10(b)) ainsi que sur le droit de garder le silence (article 24(2)).

## Les faits
En octobre 1982, Ronald Charles Manninen a cambriolé un magasin Mac's Milk local au centre-ville de Toronto et s'est échappé dans une voiture récemment volée. Le propriétaire du magasin a signalé à la police que l'individu qui l'avait volé avait un couteau et portait un chandail à capuchon gris. Deux jours plus tard, deux policiers en civil ont arrêté Manninen dans un magasin de simonisation pour vol, vol à main armée et possession d'une voiture volée. 
Ils lui ont lu ses droits deux fois. Manninen a déclaré qu'il n'allait rien dire tant qu'il n'aurait pas consulté son avocat. Même s'il y avait un téléphone à proximité, à aucun moment la police n'a fait d'efforts pour lui permettre de contacter son avocat. Au lieu de cela, ils ont posé des questions et à un moment donné, ils ont dit :

« Q. Où est le couteau que vous aviez avec ceci (montrant à l'intimé le pistolet à CO2 trouvé dans la voiture) lorsque vous avez arraché le Mac's Milk sur l'avenue Wilson?
R. Il ment. Quand j'étais dans le magasin, je n'avais que l'arme. Le couteau était dans la boîte à outils de la voiture. »

Cette déclaration est devenue la base de sa condamnation au procès. 
Manninen a fait appel au motif que les questions violaient ses droits à l'assistance d'un avocat en vertu de l'article 10 (b) car elles ne lui donnaient pas la possibilité d'appeler un avocat et en raison de la violation, les preuves obtenues en violant son droit devraient être exclues en vertu de l'article 24. (2). La Cour d'appel a accepté et a annulé sa déclaration de culpabilité.

## Jugement de la Cour
Le juge Antonio Lamer, au nom d'une Cour unanime, a confirmé la décision de la Cour d'appel et a conclu que le droit de Manninen en vertu de l'alinéa 10b) de la Charte avait été violé et que la preuve devait être écartée.
Lamer a identifié deux devoirs de l'agent de police lors d'une arrestation. « Premièrement, la police doit fournir au détenu une possibilité raisonnable d'exercer sans délai son droit d'avoir recours à l'assistance d'un avocat ». Cela exige en outre que la police facilite le contact avec un avocat en lui donnant accès à un téléphone. Lamer suggère que la seule situation où cela serait excusé serait dans les situations d'urgence pour la poursuite de l'enquête. Cependant, il n'y avait pas une telle situation ici. 
Deuxièmement, la police doit « cesser d'interroger ou d'essayer d'obtenir des preuves du détenu jusqu'à ce qu'il ait eu une possibilité raisonnable d'avoir recours aux services d'un avocat ». Le droit de garder le silence ne sera effectif que si l'accusé est en mesure d'être informé de ses droits par un avocat avant tout interrogatoire, et donc la cessation des questions fait partie intégrante du droit de garder le silence. Lamer a brièvement examiné si Manninen avait implicitement renoncé à ses droits à un moment donné, mais n'a trouvé aucun acte de renonciation.
Compte tenu de la violation, Lamer a jugé qu'elle devrait être exclue, car l'inclusion de la déclaration jetterait le discrédit sur l'administration de la justice en vertu du critère Collins. La violation était grave car elle prouvait le fondement de sa condamnation. De plus, il n'y avait aucune justification car il n'y avait pas d'urgence.